# Dolgi pohod 5

Dolgi pohod 5 (Long March 5, LM-5, CZ-5, ali Changzheng 5) je družina raket nosilk, ki jih trenutno razvijajo na Kitajskem pri CALT. Serija obsega šest različnih konfiguracij. Največji tovor v nizkozemeljsko orbito (NZO) je 25 ton, v geostacionarno (GSO) pa 14 ton. Po sposobnostih je primerljiva z raketami Delta IV, Atlas V, Falcon 9, Proton in Ariane 5

## Specifikacije
| Izpeljanka                              | CZ-5-200          | CZ-5-320            | CZ-5-504            | CZ-5-522                       | CZ-5-540            |
| --------------------------------------- | ----------------- | ------------------- | ------------------- | ------------------------------ | ------------------- |
| Dodatni potisniki                       | --                | 2xCZ-5-200, YF-120t | 4xCZ-5-300, YF-120t | 2xCZ-5-200 2xCZ-5-300, YF-120t | 4xCZ-5-200, YF-120t |
| Prva stopnja                            | CZ-5-200, YF-120t | CZ-5-300, YF-120t   | CZ-5-500, 2xYF-50t  | CZ-5-500, 2xYF-50t             | CZ-5-500, 2xYF-50t  |
| Druga stopnja                           | CZ-YF-73, YF-73   | CZ-5-KO,            | CZ-5-HO, 2xYF-75    | CZ-5-HO, 2xYF-75               | CZ-5-HO, 2xYF-75    |
| Tretja stopnja (se ne uporablja za NZO) | --                | CZ-5-HO, YF-75      | --                  | --                             | --                  |
| Potisk (na zemlji)                      | 134 ton (1,34 MN) | 720 ton (7,2 MN)    | 1064 ton (10,64 MN) | 824 ton (8,24 MN)              | 584 ton (5,84 MN)   |
| Vzletna masa                            | 82 t              | 420 t               | 800 t               | 630 t                          | 470 t               |
| Višina (največ)                         | 33 m              | 55 m                | 62 m                | 58 m                           | 53 m                |
| Tovor (NZO 200 km)                      | 1,5 t             | 10 t                | 25 t                | 20 t                           | 10 t                |
| Tovor (GSO)                             | --                | 6 t                 | 14 t                | 11 t                           | 6 t                 |

## Primerljive rakete
- Delta IV Heavy
- Atlas V Heavy
- Ariane 5
- Angara (raketa)
- Proton (raketa)
- Falcon Heavy